# 吳之才
吳之才（？—？），號室白，江西瑞州府新昌縣天寶鄉人，明朝政治人物。

## 生平
萬曆二十五年（1597年）丁酉科江西鄉試舉人。授懷寧縣知縣，升西安府同知。

## 家族
祖父吳天安；父吳九綸。子吳泰來、吳甘來、吳慶來、吳元來。